# KkStB 264
Die Dampflokomotivreihe kkStB 264 war eine Tenderlokomotivreihe der kkStB, deren Lokomotiven ursprünglich von den Bukowinaer Lokalbahnen stammten.
Sie trugen auch die Namen „KOCHANOWSKI“, „DERSCHATTA“ und „BLEYLEBEN“.
Diese dreifach gekuppelten Tenderlokomotiven wurde 1907 von der Lokomotivfabrik der StEG an die kkStB geliefert.
Sie hatten Innenrahmen und Außensteuerung.
Bei der kkStB wurden die drei Maschinen als Reihe 264 bezeichnet.
Nach dem Ersten Weltkrieg kamen sie zur CFR.